# Malukui királymajna
A malukui királymajna (Basilornis corythaix)  a madarak osztályának verébalakúak (Passeriformes) rendjébe és a seregélyfélék (Sturnidae) családjába tartozó faj.

## Rendszerezése
A fajt Johann Georg Wagler német zoológus és ornitológus írta le 1827-ben, a Pastor nembe Pastor corythaix néven.

## Előfordulása
Indonéziához tartozó Maluku-szigetek egyik tagján, Seram szigetén honos. Természetes élőhelyei a szubtrópusi vagy trópusi síkvidéki és hegyi esőerdők. Állandó, nem vonuló faj.

## Megjelenése
Testhossza 25 centiméter, testtömege 121-132 gramm.

## Természetvédelmi helyzete
Az elterjedési területe kicsi, egyedszáma pedig csökken, de még nem éri el a kritikus szintet. A Természetvédelmi Világszövetség Vörös listáján nem fenyegetett fajként szerepel.